# 武记
武记（Bour Kry，1945年1月11日—），柬埔寨僧侣。

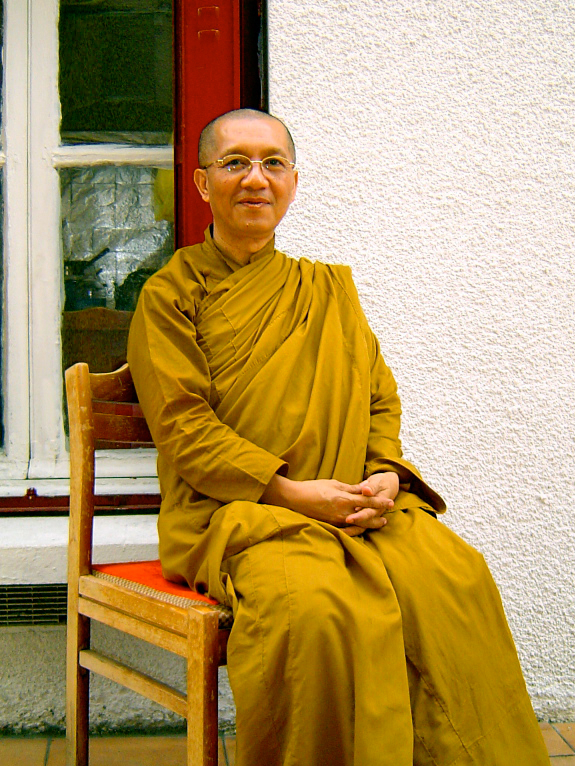
武记

武记出生在马德望省，1963年出家为僧。早年致力于研究巴利三藏，后来被任命为泰柬边境一座寺院的住持。
1975年红色高棉掌权后废除一切宗教，柬埔寨僧侣的处境十分危险。武记逃离柬埔寨，并于1976年到达法国。1977年，他创立高棉佛教协会（Association Bouddhique Khmer）。他致力于援助东南亚难民社群。
1991年，诺罗敦·西哈努克任命他为法宗派的僧王，与大宗派的僧王狄旺并立，为柬埔寨两位僧王。任内，他致力于复兴佛教，重建佛教学校及寺院，提高国民教育，以及向青年人介绍高棉传统文化。
2004年，西哈努克国王退位。作为王位委员会的成员之一，武记与其他八名委员一致投票支持诺罗敦·西哈莫尼当选新任国王。